# Robbie Farah

a Compétitions nationales et continentales officielles uniquement.

b Matchs officiels uniquement.
Robbie Farah, né le 23 janvier 1984 à Canterbury en Australie, est un joueur de rugby à XIII australien d'origine libanaise évoluant au poste de talonneur et demi de mêlée dans les années 2000 et 2010. Il a effectué toute sa carrière professionnelle aux Wests Tigers depuis 2003 avec qui il a remporté la National Rugby League en 2005. Il a également pris part au City vs Country Origin du côté de City ainsi qu'au State of Origin avec les New South Wales Blues (remporté en 2014). Enfin, il est sélectionné en équipe d'Australie et a remporté la Coupe du monde 2013, le Tournoi des Quatre Nations 2009 et 2011.

## Palmarès
- Collectif :
  - Vainqueur  de la Coupe du monde : 2013 (Australie).
  - Vainqueur du Tournoi des Quatre Nations : 2009 et 2011 (Australie).
  - Vainqueur du State of Origin : 2014 (Nouvelle-Galles du Sud).
  - Vainqueur de la National Rugby League : 2005 (Wests Tigers).

## Détails

### En équipe nationale
| Année | Compétition    | Rang      | Résultats Australie | Résultats R. Farah | Matchs R. Farah |
| ----- | -------------- | --------- | ------------------- | ------------------ | --------------- |
| 2009  | Quatre Nations | Vainqueur | 3 v, 1 n, 0 d       | 2 v, 0 n, 0 d      | 2/4             |
| 2010  | Quatre Nations | Finaliste | 3 v, 0 n, 1 d       | 1 v, 0 n, 0 d      | 1/4             |
| 2011  | Quatre Nations | Vainqueur | 4 v, 0 n, 0 d       | 0 v, 0 n, 0 d      | 0/4             |
| 2013  | Coupe du monde | Vainqueur | 6 v, 0 n, 0 d       | 3 v, 0 n, 0 d      | 3/6             |
| 2014  | Quatre Nations | Finaliste | 2 v, 0 n, 2 d       | 0 v, 0 n, 1 d      | 1/4             |

### En sélection représentative
Robbie Farah participe au State of Origin sous les couleurs de la Nouvelle-Galles du Sud.
| Année | Compétition     | Rang      | Résultats Sélection | Résultats R. Farah | Matchs R. Farah |
| ----- | --------------- | --------- | ------------------- | ------------------ | --------------- |
| 2009  | State of Origin | Perdant   | 1 v, 0 n, 2 d       | 0 v, 0 n, 2 d      | 2/3             |
| 2012  | State of Origin | Perdant   | 1 v, 0 n, 2 d       | 1 v, 0 n, 2 d      | 3/3             |
| 2013  | State of Origin | Perdant   | 1 v, 0 n, 2 d       | 1 v, 0 n, 2 d      | 3/3             |
| 2014  | State of Origin | Vainqueur | 2 v, 0 n, 1 d       | 2 v, 0 n, 1 d      | 3/3             |

### En club
| Saison             | Club               | Compétition        | Matchs | Points | Essais | Buts | Drop |
| ------------------ | ------------------ | ------------------ | ------ | ------ | ------ | ---- | ---- |
| 2003               | Wests Tigers       | NRL                | 4      | 0      | 0      | 0    | 0    |
| 2004               | Wests Tigers       | NRL                | 3      | 0      | 0      | 0    | 0    |
| 2005               | Wests Tigers       | NRL                | 27     | 32     | 8      | 0    | 0    |
| 2006               | Wests Tigers       | NRL                | 20     | 20     | 5      | 0    | 0    |
| 2007               | Wests Tigers       | NRL                | 24     | 56     | 7      | 12   | 4    |
| 2008               | Wests Tigers       | NRL                | 17     | 24     | 6      | 0    | 0    |
| 2009               | Wests Tigers       | NRL                | 21     | 36     | 8      | 0    | 4    |
| 2010               | Wests Tigers       | NRL                | 27     | 28     | 6      | 0    | 4    |
| 2011               | Wests Tigers       | NRL                | 26     | 31     | 7      | 0    | 3    |
| 2012               | Wests Tigers       | NRL                | 16     | 17     | 4      | 0    | 1    |
| 2013               | Wests Tigers       | NRL                | 18     | 4      | 1      | 0    | 0    |
| 2014               | Wests Tigers       | NRL                | 18     | 20     | 5      | 0    | 0    |
| 2015               | Wests Tigers       | NRL                | 9      | 4      | 1      | 0    | 0    |
| Total Wests Tigers | Total Wests Tigers | Total Wests Tigers | 230    | 272    | 58     | 12   | 16   |
| Total              | Total              | Total              | 230    | 272    | 58     | 12   | 16   |